# Dungra
Dungra is een census town in het district Valsad van de Indiase staat Gujarat. 

## Demografie
Volgens de Indiase volkstelling van 2001 wonen er 24522 mensen in Dungra, waarvan 62% mannelijk en 38% vrouwelijk is. De plaats heeft een alfabetiseringsgraad van 73%. 